# Вевечка Прифтай, Афердита
Афердита Вевечка Прифтай (алб. Afërdita Veveçka Priftaj; 21 января 1948 — 4 июля 2017) — албанский физик, член Академии наук Албании и профессор Политехнического университета Тираны. В своей исследовательской деятельности она специализировалась на металлах, оценке их микроструктуры и механических свойств, а также влиянии интенсивной пластической деформации на нанокристаллические материалы.

## Ранняя биография
Афердита Вевечка родилась 21 января 1948 года в городе Берат (Албания). Выросшая в образованной семье она получила своё высшее образование по физике в Тиранском университете в 1970 году. Читая лекции на его физическом факультете, она продолжала заниматься своими собственными научными исследованиями и получила докторскую степень в 1982 году, защитив диссертацию «Изучение структурных изменений алюминия и его сплавов при термической и пластической обработке с помощью электронной микроскопии» (алб. Studimi i ndryshimeve strukturore të aluminit dhe lidhjeve të tij, gjatë përpunimit termik e plastik, me anë të mikroskopisë elektronike).

## Карьера
В 1990 году Вевечка была принята на работу преподавателем физики в Политехнический университет Тираны. Четыре года спустя она стала ассоциированным профессором, а в 1999 году — профессором. Основное внимание в её преподавании и исследованиях уделялось материаловедению, в частности металлам, их микроструктуре и механическим свойствам. Продолжая своё собственное обучение в Университете Южной Калифорнии в Лос-Анджелесе (1993), в Кембриджском университете (1994), Королевском технологическом институте (1997—1998) и Университете Ставангера (2003), а также в других университетах Германии, Ирландии, Италии и Польши, Вевечка изучала влияние интенсивной пластической деформации на нанокристаллические материалы. Она координировала научные проекты для национальной программы исследований и разработок, участвуя в совместных исследовательских проектах Албании с другими странами, такими как Австрия, Греция, Италия и Словения. Среди проектов, которые она возглавляла, были албанско-греческое Исследование доисторических медных предметов из Албании и Греции и албанско-итальянское исследование «Уточнение размеров зёрен металлических сплавов при равноканальном угловом прессовании».
С 1995 по 2004 год Вевечка работала редактором журнала «Material Science and Engineering A». В 2008 году она была избрана членом-корреспондентом Академии наук Албании и стала редактором академического «Журнала естественных и технических наук». В 2012 году Вевечка была выбрана в качестве одного из экспертов, оценивающих критерии совместной деятельности на 6-й сессии Трансъевропейской программы мобильности в области университетского образования Европейского Союза (TEMPUS).

## Смерть и признание
Афердита Вевечка умерла 4 июля 2017 года в Вене, столице Австрии, после тяжёлой болезни.